# Электросонтерапия
Электросонтерапия — метод лечебного воздействия на ЦНС человека импульсным током низкой частоты (1—150 Гц), малой силы (до 10 мА) и напряжением до 80 В.

## Механизм действия
Импульсные токи проникают в полость черепа через отверстия глазниц, они вызывают снижение восходящих активирующих влияний на кору головного мозга и усиливают внутреннее торможение. Также они активируют серотонинэргические нейроны дорсального шва. Серотонин приводит к снижению условнорефлекторной деятельности и эмоциональной активности. У пациента наступает состояние дремоты или сна.

## Преимущества в сравнении со сном, вызванным лекарственными средствами
Улучшается кровообращение, повышается минутный объём дыхания. Электросон стимулирует окислительно-восстановительные процессы, снижает болевую чувствительность, не вызывает привыкания. Кроме того, не вызывает снижения памяти и интеллекта.

## Лечебные эффекты
- седативный
- спазмолитический
- трофический
- секреторный

Есть и мнение, отрицающее лечебные эффекты электросна

## Показания к применению
- заболевания ЦНС (неврозы)
- заболевания сердечно-сосудистой системы (Артериальная гипертония)
- язвенная болезнь желудка и 12-перстной кишки
- бронхиальная астма
- гормональные дисфункции
- половая недостаточность
- энурез
- инсульт и микроинсульт

## Противопоказания к применению
- эпилепсия
- пороки сердца
- острые воспалительные заболевания
- инфекционные болезни
- инфаркт миокарда
- стенокардия напряжения III ФК
- вторая половина беременности
- непереносимость электрического тока

Продолжительность процедуры составляет 20-40 минут. Курс состоит из 15-20 процедур, повтор курса через 2-3 месяца.